# Otočić Skrižanj Veli
Otočić Skrižanj Veli är en ö i Kroatien.   Den ligger i länet Šibenik-Knins län, i den södra delen av landet, 240 km söder om huvudstaden Zagreb.
Terrängen på Otočić Skrižanj Veli är platt.